# إيفان ديماس
إيفان ديماس (بالإندونيسية: Evan Dimas Darmono) (13 مارس 1995 في إندونيسيا - ) هو لاعب كرة قدم إندونيسي في مركز الوسط. شارك مع منتخب إندونيسيا تحت 17 سنة لكرة القدم ومنتخب إندونيسيا تحت 20 سنة لكرة القدم ومنتخب إندونيسيا تحت 23 سنة لكرة القدم ومنتخب إندونيسيا لكرة القدم. أما مع النوادي، فقد لعب مع بيرسيبايا سورابايا.

## وصلات خارجية
- إيفان ديماس على موقع قاعدة بيانات كرة القدم.إي يو (الإنجليزية)
- إيفان ديماس على موقع ناشيونال فوتبول تيمز (الإنجليزية)
- إيفان ديماس على موقع Soccerway.com (الإنجليزية)
- إيفان ديماس على موقع AS.com (الإسبانية)